# Maukabatan
Maukabatan is een bestuurslaag in het regentschap Timor Tengah Utara van de provincie Oost-Nusa Tenggara, Indonesië. Maukabatan telt 933 inwoners (volkstelling 2010).